# Фата Моргана (гурт)
Фата Моргана (Fata Morgana Band) — український музичний гурт з Києва. Також відомий як «Гроно».

## Історія гурту
Композитор, співак і клавшник Олексій Керекеша зібрав перший склад «ФАТА МОРГАНИ» у 1987 році. Певний час група працювала в структурі «КОМА» (Київське Об'єднання Музичних Ансамблів), пізніше — у 1989-му музиканти перебрались під дах Вінницької філармонії. В концертні тури «ФАТА МОРГАНА» виїздила разом з дуетом Віктора і Любові Анісімових, під час яких мала свій власний сет (відділення). Слід згадати, що на зламі 80-х і 90-х країна переживала наздзвичайно інтенсивну хвилю національного піднесення. Олексій створив кілька пісень на вірші Тараса Шевченка, зокрема, — пісню «Гамалія», яка швидко стала популярною. Цікаво, що згодом — вже у Сполучених Штатах саме «Гамалія» стала своєрідною візитівкою «ФАТА МОРГАНИ».
На жаль, на початку 90-х, налагоджена державна система концертно-гастрольної діяльності була зруйнована і безліч музикантів опинились у важкому матеріальному стані. Не обійшла ця доля і «ФАТА МОРГАНУ». Музиканти «ФАТА МОРГАНИ» починають працювати з Тарасом Петриненком як «ГРОНО». На той момент Тарас, повернувшись в Україну з Росії, де він тривалий час працював з різними командами, збирав новий склад для концертування в Україні та за її межами. Увесь час в межах «ГРОНА» звучали пісні Олексія Керекеші, такі як «Іван Підкова», «Гамалія», «Ой, нема» та інші.
Подальшу долю музикантів колишньої ФАТА МОРГАНИ вирішили гастролі у США. Ігор Шабловський, Сергій Коломієць та Олексій Керекеша вирішують залишитись за океаном. Це був сміливий крок, сповнений ризику не знайти себе в чужій країні. Втім, вони продовжили своє творче існування як група «ФАТА МОРГАНА». Гурт облаштувався в Бурлінгтоні (штат Нью Джерсі). З 1991 по 2010 роки у США вийшло вісім альбомів Олексія Керекеші і Фата Моргана які здобули відомість в діаспорному середовищі США, Канади, Австралії та Великої Британії.
Часом Олексій Керекеша працює соло-артистом, записується на власній студії.
У 2004 році гурт приїжджав в Україну і брав участь в Помаранчевій революції.

## Учасники гурту
- Олексій Керекеша
- Ігор Шабловський
- Сергій Коломієць

## Альбоми
- Фата моргана
- Думка
- Кобзар (1997)
- Надвечір'я
- Рок Легенди України (українська колекція) (2004)
- Не завидуй
- Два Світи (2005)
- Океан (2010)